# Robert Malcolm Ward Dixon
Robert Malcolm Ward Dixon (Gloucester, Inglaterra, 25 de enero de 1939) es un lingüista australiano de origen británico, profesor de lingüística en el Cairns Institute, James Cook University, Queensland, y anteriormente director del Research Centre for Linguistic Typology en la Universidad de La Trobe, Melbourne, Australia. 

## Carrera académica
Dixon comenzó su carrera como Research Fellow en estudios estadísticos en el "Department of English Language and General Linguistics" de la Universidad de Edinburgh, en 1961
En 1963 fue contratado por un año por el Australian Institute of Aboriginal Studies para llevar a cabo trabajo lingüístico de campo en North-east Qyeensland, centrándose especialmente en el Dyirbal. De 1964 a 1970 fue Lecturer in Linguistics en el University College London, donde presentó su tesis doctoral (una gramática del Dyirbal) en 1967. De 1968 a 1969 fue Lecturer on Linguistics en la Universidad de Harvard. En 1970 fue nombrado Professor y Jefe del Departamento de Lingüística de la Australian National University en Canberra. 
Entre 1970 y 1992 realizó 20 estancías de trabajo de campo en North-east Qyeensland, fruto de las cuales fueron sus extensas gramáticas del Dyirbal (1972) y del Yidiii (1977) y otras más breves de lenguas entonces al borde de la extinción (hoy ya extintas),  Warrgamay (1981), Nyawaygi (1983) and Mbabaram (1991).
En diciembre de 1990 dejó la Jefatura de su Departamento y obtuvo el primero de tres ayudas de 5 años otorgadas por el Senior Research Fellowships del Australian Research Council. En 1991 comienza su trabajo de campo en la selva del Amazonas, especialmente entre los indios Jarawara. En 2004 publica una extensa gramática de esta lengua. 
En 1996, Dixon y la lingüista Alexandra Aikhenvald, fundaron en Centro de Investigación de Tipología Lingüística (Research Centre for Linguistic Typology) en la Universidad Nacional de Australia en Canberra. Posteriormente, en 2000, el centro fue trasladado a la Universidad de La Trobe en Melbourne. Tanto Dixon (director del centro) como Aikhenvald (directora asociada) dimitieron de sus puestos en mayo de 2008. A principios de 2009, R. M. W. Dixon y Alexandra Aikhenvald fundaron el Grupo de Investación de Lengua y Cultura (Language and Culture Research Group, LCRG) en el campus de Cairns de la Universidad James Cook.

## Áreas de investigación
Dixon ha investigado en muchas áreas de la teoría lingüística y ha realizado cuantioso trabajo de campo, tanto con hablantes de lenguas aborígenes de Australia como en la Amazonia. Ha publicado gramáticas del dyirbal y el yidiny como de lenguas no australianas como el Boumaa Fidyi y el jarawara.
En lingüística histórica, Dixon se ha caracterizado por tener una postura muy firme e intrasigente respecto al rigor necesario para aceptar el parentesco entre diferentes grupos de familias, rechazando por completo la mayoría de macrofamilias propuestas alegando que las pruebas no son concluyentes. En el campo de la lingüística australiana rechaza radicalmente que las Lenguas pama-ñunganas formen una familia lingüística bien establecida, argumentando que algunas de las similitudes son el resultado de la difusión lingüística y no una muestra de parentesco genético genuino. También rechaza el uso del modelo de árbol filogenético en muchas circunstancias, argumentando que sólo en ciertas ocasiones dicho modelo es una representación aceptable. Ha propuesto un modelo de evolución lingüística basado en el mododelo de equilibrio puntuado de la biología evolucionista, defendiendo que ese es el modelo correcto para explicar la diversificación de las lenguas aborígenes australianas y amazónicas. Su obra The Rise and Fall of Languages discute en detalle esas propuestas. Aunque ese trabajo ha sido criticado por algunos australianistas más tradicionales.

## Publicaciones en lingüística

### Libros publicados
- Dixon, R.M.W. 1963 Linguistic science and logic Ámsterdam: Mouton.
- Dixon, R.M.W. 1965 What is language? A new approach to linguistic description Londres: Longman.
- Dixon, R.M.W. 1973 The Dyirbal language of North Queensland Cambridge: CUP
- Dixon, R.M.W. 1977 A grammar of Yidiñ. Cambridge: CUP
- Dixon, R.M.W. 1982 Where have all the adjectives gone? and other essays in semantics and syntax Berlín: Walter de Gruyter
- Dixon, R.M.W. 1984 Searching for Aboriginal languages, memoirs of a field worker Cambridge: CUP
- Dixon, R.M.W. 1988 A grammar of Boumaa Fijian.
- Dixon, R.M.W., Bruce Moore, W. S. Ramson, and Mandy Thomas 1990 Australian Aboriginal words in English, their origin and meaning Oxford: Oxford University Press
- Dixon, R.M.W. 1991 Words of our country: stories, place names and vocabulary in Yidiny, the Aboriginal language of the Cairns-Yarrabah region Queensland: University of Queensland Press
- Dixon, R.M.W. 1994 Ergativity Australian languages: their nature and development., (Cambridge Studies in Linguistics, 69). Cambridge: Cambridge University Press.
- Dixon, R.M.W. y Grace Koch 1996 Dyirbal song poetry, the oral literature of an Australian rainforest people. Queensland: Univ of Queensland
- Dixon, R.M.W. 1997 The rise and fall of languages. Cambridge: Cambridge University Press.
- Dixon, R.M.W. 2002 Australian languages: their nature and development. Cambridge: Cambridge University Press.
- Dixon, R.M.W. 2012 The languages of Australia Cambridge: CUP
- Dixon, R.M.W. 2004 The Jarawara language of southern Amazonia. Oxford: Oxford University Press
- Dixon, R.M.W. 2005 A semantic approach to English grammar Oxford: Oxford University Press
- Dixon, R.M.W. 2010-2012 Basic linguistic theory. Oxford University Press, Oxford
  - Dixon, R.M.W. 2010 Volume 1: Methodology.
  - Dixon, R.M.W. 2010 Volume 2: Grammatical topics.
  - Dixon, R.M.W. 2012 Volume 3, Further grammatical topics.'
- Dixon, R.M.W. 2011 I am a linguist. Leiden: Brill[13]

### Publicaciones como editor
- Dixon, R.M.W. (ed.) Grammatical categories in Australian languages Studies in ergativity.
- Dixon, R.M.W. y Barry J. Blake (eds) Handbook of Australian languages., Vols 1–5
- Dixon, R.M.W. y Martin Duwell The honey ant men’s long song, and other Aboriginal song poems Little Eva at Moonlight Creek: further Aboriginal song poems.
- Dixon, R.M.W. y Alexandra Y. Aikhenvald (eds.) The Amazonian languages.
- Dixon, R.M.W. y Alexandra Y. Aikhenvald (eds.) Changing valency: case studies in transitivity.
- Dixon, R.M.W. y Alexandra Y. Aikhenvald (eds.) Areal diffusion and genetic inheritance: problems in comparative linguistics Word, a cross-linguistic typology.
- Dixon, R.M.W. y Alexandra Y. Aikhenvald (eds.) Studies in evidentiality.
- Dixon, R.M.W. y Alexandra Y. Aikhenvald (eds.) Adjective classes: a cross-linguistic typology.
- Dixon, R.M.W. y Alexandra Y. Aikhenvald (eds.) Serial verb constructions: a cross-linguistic typology Complementation: a cross-linguistic typology.
- Aikhenvald, Alexandra Y. y Dixon, R.M.W. (eds) 2007 Grammars in contact: a cross-linguistic typology. Oxford: Oxford University Press.
- Dixon, R.M.W. y Alexandra Y. Aikhenvald (eds.) The semantics of clause linking: a cross-linguistic typology.
- Aikhenvald, Alexandra Y., Dixon, R.M.W. y Masayuki Onishi (eds.) Non-canonical marking of subjects and objects. Ámsterdam: John Benjamins
- Aikhenvald, Alexandra Y. y Dixon, R.M.W. (eds) 2011 Language at large: Essays on syntax and semantics Leiden: Brill (Empirical approaches to linguistic theory, v. 2)
- Aikhenvald, Alexandra Y. y Dixon, R.M.W. (eds) 2013 Possession and Ownership (Explorations in Linguistic Typology) Oxford: Oxford University Press.
- Aikhenvald, Alexandra Y. y Dixon, R.M.W. (eds) 2014 The Grammar of Knowledge. A Cross-Linguistic Typology (Explorations in Linguistic Typology) Oxford: Oxford University Press.

## Obra no lingüística
En la década de los 60, Dixon publicó varias historias cortas de ciencia ficción en revistas del género bajo el pseudónimo Simon Tully.
En 1983 Dixon publicó unas memorias de los comienzos de su carrera como lingüista de campo en Australia, titulado Searching For Aboriginal Languages. Además del retrato de una era del trabajo lingüístico en la región, el libro es un descarnado relato del tratamiento al que eran sometidos los aborígenes australianos (un tratamiento que continuó hasta entrada la década de 1960).
En 1984 publicó una novela de espías "I spy, you die", reeditada varias veces, con el pseudónimo de Hossana Brown., y en 1986, con el mismo pseudónimo "Death upon a spear".
En 2011 publicó sus memorias como lingüista.
Dixon y John Godrich son los autores de la discografía "definitiva" de las grabaciones de blues y gospel americanas anteriores a la Segunda Guerra Mundial: Blues and Gospel Records: 1890-1943.